# 448

## Decese
- dată necunoscută: Clodio  (n. 393)
- dată necunoscută: Sozomenos  (n. 400)